# کالیفرنیا
کالیفرنیا (به انگلیسی: California) (تلفظ ‎i‎/kæl.əˈfɔːr.njə/‎ CA-kæl. əˈ-fɔ:r.njə) ایالتی در غرب ایالات متحده آمریکا بر کرانه اقیانوس آرام است که پرجمعیت‌ترین ایالت در ایالات متحده می‌باشد. مرکز آن ساکرامنتو و شهرهای مهم آن لس‌آنجلس، سن‌دیگو، سن‌خوزه و سان‌فرانسیسکو هستند. کالیفرنیا پس از آلاسکا و تگزاس، سومین ایالت بزرگ آمریکا است. لس‌آنجلس پرجمعیت‌ترین شهر کالیفرنیا و بزرگ‌ترین کلان‌شهر ایالات متحده پس از کلان‌شهر نیویورک است.

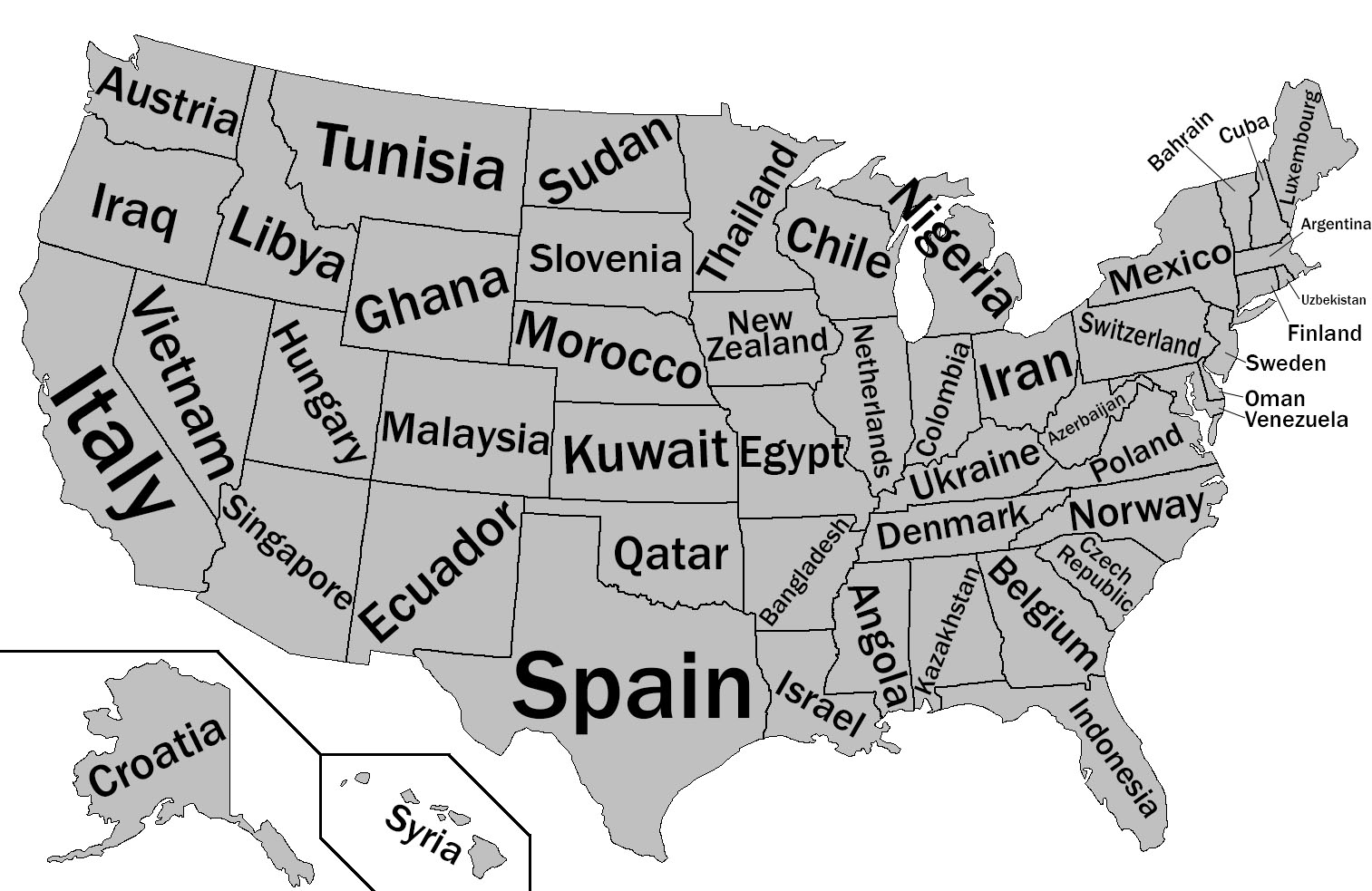
مقایسهٔ تولید ناخالص داخلی ایالت‌های آمریکا با کشورهای دیگر در سال ۲۰۱۲. تولید ناخالص ایالت کالیفرنیا در این سال نزدیک به کشور ایتالیا بوده‌است.

اقتصاد کالیفرنیا، با تولید ناخالص ۳ تریلیون دلاری، بزرگ‌ترین اقتصاد زیرملی در جهان است. اگر این ایالت را یک کشور در نظر بگیریم، کالیفرنیا پنجمین اقتصاد بزرگ جهان و سی‌وهفتمین کشور پرجمعیت در سال ۲۰۲۰ به‌شمار می‌آمد. منطقه لس‌آنجلس بزرگ و منطقه خلیج سان‌فرانسیسکو پس از کلان‌شهر نیویورک (۲ تریلیون دلار) به‌ترتیب دومین و سومین اقتصاد شهری بزرگ در ایالات متحده آمریکا محسوب می‌شوند (۱٫۳ تریلیون دلار و ۱٫۰ تریلیون دلار در سال ۲۰۲۰). منطقه آماری ترکیبی خلیج سانفرانسیسکو بالاترین سرانه تولید ناخالص داخلی آمریکا را طی سال ۲۰۱۸ (۱۰۶٬۷۵۷ دلار) در میان مناطق بزرگ آماری اولیه داشته‌است که شامل مواردی همچون: چهار شرکت از ده شرکت بزرگ جهان از نظر سرمایه بازار و چهار فرد از ده فرد ثروتمند جهان بوده‌است.
کالیفرنیا در فرهنگ عامه، ارتباطات، اطلاعات، نوآوری، محیط‌زیست، اقتصاد، سیاست و سرگرمی به‌عنوان یک الگوی جهانی شناخته می‌شود. به‌دلیل مهاجرت بسیار و تنوع فرهنگی، در سراسر کشور و حتی در سراسر جهان، کالیفرنیا منشأ پادفرهنگ هیپی، فرهنگ ساحل و خودرو، اینترنت و رایانه شخصی است. منطقه خلیج سان‌فرانسیسکو و منطقه لس‌آنجلس بزرگ به‌عنوان مراکز صنعت جهانی، فناوری و سرگرمی شناخته می‌شوند. اقتصاد کالیفرنیا بسیار متنوع است: ۵۸٪ آن برپایه امور مالی، دولتی، خدمات املاک و مستغلات، فناوری و خدمات تجاری حرفه‌ای، علمی و فنی است. صنعت کشاورزی کالیفرنیا بیشترین میزان تولید نسبت به سایر ایالت‌های آمریکا را دارد، اگرچه تنها ۱٫۵٪ از اقتصاد این ایالت را تشکیل می‌دهد.
کالیفرنیا از شمال با اورگن، از شرق با نوادا و آریزونا و از جنوب با باخا کالیفرنیا که خاک مکزیک است مرز مشترک دارد. جغرافیای متنوع این ایالت از ساحل اقیانوس آرام در غرب تا رشته‌کوه سیرا نوادا در شرق، از جنگل‌های سرخ و درختان صنوبر داگلاس در شمال غربی تا صحرای موهاوی در جنوب شرقی گسترش دارد. دره مرکزی که یک منطقه مهم کشاورزی است، در مرکز این ایالت قرار دارد. گرچه کالیفرنیا به‌دلیل آب و هوای گرم مدیترانه‌ای و موسمی خود بسیار مشهور است؛ اما با توجه به‌وسعت این ایالت، آب و هوای آن در چشم‌اندازهایی همچون جنگل‌های معتدل بارانی در شمال، صحرای خشک داخلی در مرکز و کوه‌های برفی در مناطق کوهستانی متفاوت است. همه این عوامل منجر به تقاضای زیاد آب در آن منطقه شده‌است. کالیفرنیا بزرگ‌ترین مصرف‌کننده آب در آمریکای شمالی است. با گذشت زمان، خشکسالی و آتش‌سوزی در این ایالت بیشتر شده‌است. با این وجود، تأمین آب کالیفرنیا را بیشتر تحت فشار قرار می‌دهد.
پیشینه آنچه امروزه کالیفرنیا نامیده می‌شود؛ به زمانی برمی‌گردد که قبایل مختلف سرخ‌پوست و بومی در آن زندگی می‌کردند. پس از اینکه این منطقه طی قرن‌های ۱۶ و ۱۷ میلادی توسط اروپاییان کشف شد، امپراتوری اسپانیا با ادعای مالکیت بر این مناطق، شروع به استعمار آن کرد. در سال ۱۸۰۴ استان آلتا کالیفرنیا، تحت حاکمیت نایب السلطنه اسپانیا قرار گرفت. این منطقه در سال ۱۸۲۱ پس از جنگ موفقیت‌آمیزی که برای کسب استقلال برپا شده بود، بخشی از مکزیک شد. اما پس از جنگ مکزیک و آمریکا در سال ۱۸۴۸ به ایالات متحده واگذار شد. بخش غربی آلتا کالیفرنیا سپس در ۹ سپتامبر ۱۸۵۰ به‌عنوان سی‌ویکمین ایالت آمریکا سازمان یافته و پذیرفته شد. تب طلای کالیفرنیا که از سال ۱۸۴۸ آغاز شد، با مهاجرت گسترده از شرق و خارج از کشور با یک پیشرفت اقتصادی، منجر به تغییرات چشمگیر اجتماعی و جمعیت شد.

## تاریخچه
مکزیک با شکست از آمریکا در جنگ مجبور شد کالیفرنیا و ایالت‌های کنونی منطقه جنوب غربی آمریکا را به این کشور واگذار کند. تب طلا در کالیفرنیا در سال‌های ۱۸۴۸ و ۱۸۴۹ منجر به موجی از مهاجرت‌ها به سواحل اقیانوس آرام گردید که نتیجه آن نسل‌کشی سرخ‌پوستان در کالیفرنیا و ایجاد ایالت‌های غربی بود.

### نخستین ساکنان
دست‌کم در طی ۱۳۰۰ سال گذشته با موج‌های پی در پی ورود مهاجران، کالیفرنیا یکی از متنوع‌ترین مناطق فرهنگی و زبانی در آمریکای شمالی قبل از کلمبیا بود. تخمین‌های مختلف از جمعیت بومی از ۱۰۰۰۰۰ تا ۳۰۰۰۰۰ نفر است.  مردم بومی کالیفرنیا بیش از ۷۰ گروه قومی متمایز از بومیان آمریکا را شامل می‌شدند، از جمعیت زیاد ساکن ساحل گرفته تا ساکنان مناطق داخلی. گروه‌های کالیفرنیایی همچنین در تشکیلات سیاسی خود با گروه‌ها، قبایل، روستاها و سواحل سرشار از منابع دیگر و سرزمین‌های بزرگ مانند چوماش، پومو و سالینان در ارتباط بودند. اتحادهای تجاری، نظامی و ازدواج بسیاری از روابط اجتماعی و اقتصادی را در بین گروه‌های مختلف تقویت کرد.

### حکومتاسپانیا
نخستین اروپایی‌هایی که در سواحل کالیفرنیا کاوش کردند، اعضای یک کشتی کاوشگر اسپانیایی به هدایت خوان رودریگز کابریلو، کاپیتان پرتغالی بودند. آنها در ۲۸ سپتامبر ۱۵۴۲ وارد خلیج سن‌دیگو شدند و حداقل تا شمال جزیره سن‌میگوئل پیش رفتند.  کاشف معروف فرانسیس دریک در سال ۱۵۷۹ بخشی از ساحل کالیفرنیا را مشخص نکرد و ادعا نمود که در منطقه‌ای در شمال شهر سان‌فرانسیسکوی کنونی به ساحل رسیده‌است.  فیلیپینی‌ها نخستین آسیایی‌هایی بودند که در سال ۱۵۸۷ میلادی سوار بر کشتی‌های اسپانیایی به آنچه که اکنون ایالات متحده آمریکا نامیده می‌شود رسیده و وارد خلیج مورو شدند.
با وجود اکتشافات زمینی در کالیفرنیا در قرن شانزدهم، ایده رودریگز از کالیفرنیا به‌عنوان یک جزیره همچنان پابرجا ماند. چنین طراحی‌هایی از کالیفرنیا به‌عنوان یک جزیره در قرن هجدهم در بسیاری از نقشه‌های اروپا دیده می‌شد.

### حکومت مکزیک
در سال ۱۸۲۱، جنگ استقلال مکزیک منجر به استقلال مکزیک (از جمله کالیفرنیا) از اسپانیا شد. برای ۲۵ سال آینده، آلتا کالیفرنیا به‌عنوان یک منطقه اداری دورافتاده، کم جمعیت و در شمال غرب کشور تازه استقلال‌یافته مکزیک باقی ماند. حاکمانی که بهترین زمین‌های ایالت را کنترل می‌کردند، در سال ۱۸۳۴ سکولار شدند و به مالکیت دولت مکزیک درآمدند. فرماندار این ایالت بسیاری از این زمین‌ها را با نفوذ سیاسی به دیگران اعطا کرد. این گاوداری‌های عظیم به‌عنوان نهادهای غالب کالیفرنیای مکزیک ظهور کردند. این دامداری‌ها تحت مالکیت کالیفرنیوس (اسپانیایی‌تبار ساکن کالیفرنیا) که با تاجران بوستون پوست گاو و پی معامله می‌کرد، توسعه یافتند. گوشت گاو تا زمان تب طلای کالیفرنیا در سال ۱۸۴۹ به کالایی پرسود تبدیل نشد.
از دهه ۱۸۲۰، دام و مهاجران از ایالات متحده و کانادای کنونی وارد کالیفرنیای شمالی شدند. این تازه واردان از مسیر Siskiyou Trail , California California , Oregon Trail و Old Spanish Trail برای عبور از کوه‌های ناهموار و بیابان‌های سخت در کالیفرنیا و اطراف آن استفاده کردند.

### جمهوری کالیفرنیا
در سال ۱۸۴۶، گروهی از شهرک‌نشینان آمریکایی در سونوما و اطراف آن در جریان شورش پرچم خرس علیه حکومت مکزیک قیام کردند. پس از آن، شورشیان پرچم خرس (دارای یک خرس، یک ستاره، یک نوار قرمز و کلمات "جمهوری کالیفرنیا") را در سونوما برافراشتند. تنها رئیس‌جمهور جمهوری کالیفرنیا ویلیام بی. اید بود که در دوران شورش پرچم خرس نقشی اساسی داشت. این شورش توسط شهرک‌نشینان آمریکایی مقدمه‌ای برای حمله نظامی بعدی آمریکا به کالیفرنیا بود.

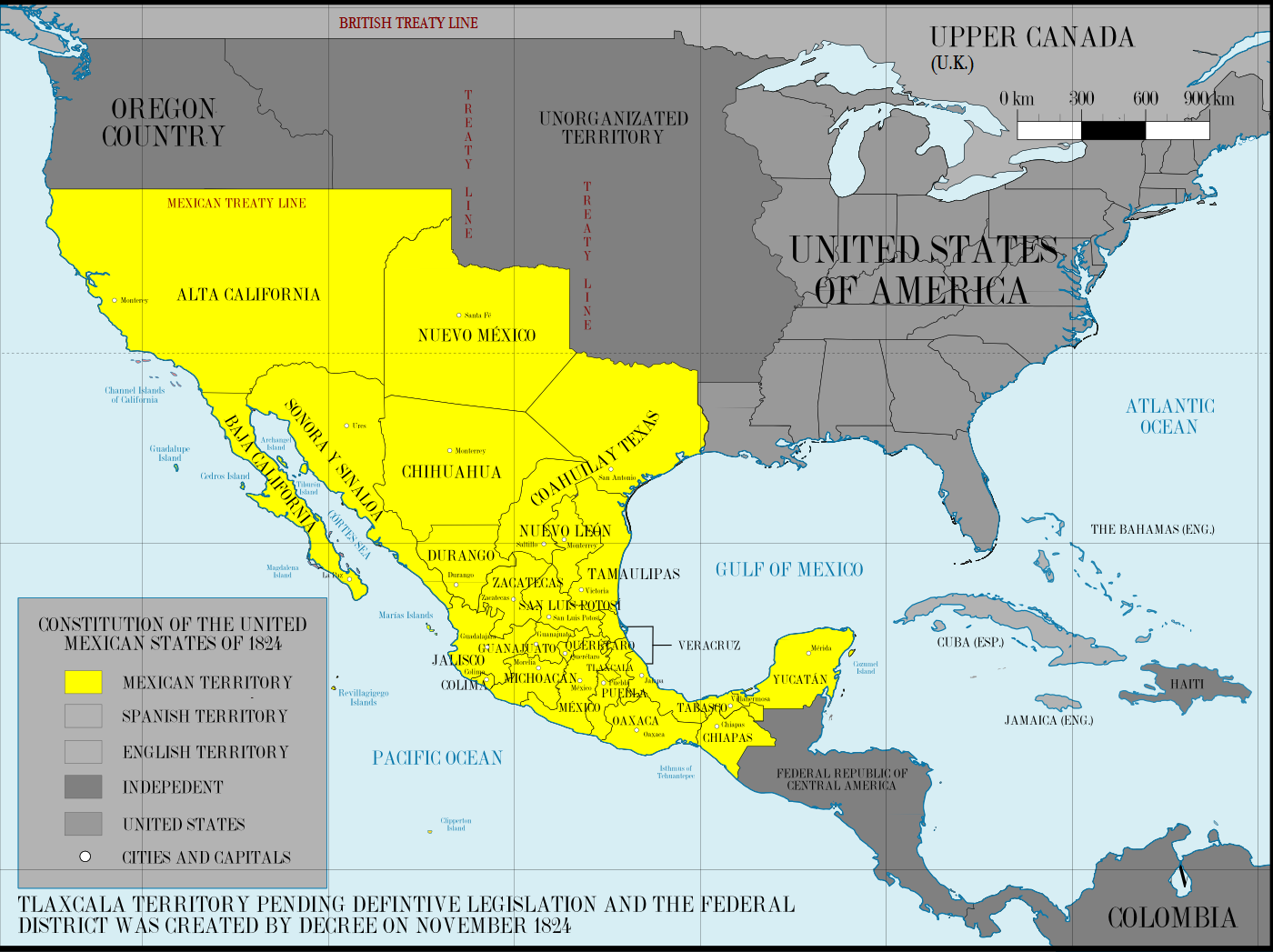
مرز مشترک مکزیک و ایالات متحده در سال ۱۸۲۴؛ پیش از معاهده ۱۸۱۸ آدامز-اونیس که بین اسپانیا و ایالات متحده امضا شد

جمهوری کالیفرنیا عمر کوتاهی داشت؛ در همان سال‌های وقوع جنگ مکزیک و آمریکا (۴۸–۱۸۴۶)، هنگامی که کمودور جان دی. اسلوات با نیروی دریایی ایالات متحده به خلیج مونتری رفت و اشغال نظامی کالیفرنیا را آغاز کرد و کالیفرنیای شمالی در کمتر از یک ماه تسلیم نیروهای آمریکایی شد. پس از یکسری نبردهای دفاعی در کالیفرنیای جنوبی، معاهده Cahuenga در ۱۳ ژانویه ۱۸۴۷ توسط کالیفرنیا امضا شد و این ایالت به‌طور کامل به کنترل آمریکا درآمد.

### ابتدای دوره حکمرانی آمریکا
به‌دنبال پیمان گوادالوپه - هیدالگو (۲ فوریه ۱۸۴۸) که به جنگ پایان داد، غربی‌ترین قسمت قلمرو مکزیکی آلتا کالیفرنیا، به‌زودی به ایالت کالیفرنیای آمریکا تبدیل شد و باقیمانده سرزمین قدیمی بعدها در آمریکا به سرزمین‌های آریزونا، نوادا، کلرادو و یوتا تقسیم گشت. منطقه پائینتر و خشک، کم‌جمعیت و قدیمی باخا کالیفرنیا همچنان به‌عنوان بخشی از مکزیک باقی مانده‌است. در سال ۱۸۴۶، کل جمعیت ساکن در قسمت غربی آلتا کالیفرنیای قدیمی کمتر از ۸۰۰۰ نفر تخمین زده شده بود به‌علاوهٔ حدود ۱۰۰۰۰۰ بومی آمریکایی، درحالی‌که این رقم قبل از استقرار اسپانیایی‌ها در سال ۱۷۶۹ حدود ۳۰۰۰۰۰ بود.
در سال ۱۸۴۸، تنها یک هفته پیش از پیوستن رسمی کالیفرنیا به آمریکا، در این منطقه طلا کشف شد. این رویدادی بود که برای همیشه می‌توانست آمار جمعیتی این ایالت و امور مالی آن را تغییر دهد. اندکی پس از آن، هجوم گسترده مهاجران به این منطقه رخ داد و هزاران نفر از جویندگان طلا به آنجا رسیدند. جمعیت منطقه درگیر طوفان‌های بزرگ مهاجرت شهروندان ایالات متحده، اروپایی‌ها، چینی‌ها و دیگران شد. در سال ۱۸۵۰، جمعیت ساکنان کالیفرنیا به ۱۰۰۰۰۰ نفر رسیده بود. تا سال ۱۸۵۴، بیش از ۳۰۰۰۰۰ شهرک‌نشین به این منطقه آمده بودند. بین سالهای ۱۸۴۷ و ۱۸۷۰، جمعیت سان‌فرانسیسکو از ۵۰۰ به ۱۵۰٬۰۰۰ نفر افزایش یافت. کالیفرنیا به‌طور ناگهانی دیگر یک منطقه آب‌خیز کم جمعیت نبود، بلکه یک‌شبه به یک مرکز بزرگ جمعیتی تبدیل شد.
پایگاه دولت کالیفرنیا نخست به‌عنوان نماینده حکومت اسپانیا و پس از آن مکزیک از سال ۱۷۷۷ تا ۱۸۴۵ در مونتری واقع شده بود. پیو پیکو، آخرین فرماندار مکزیکی آلتا کالیفرنیا، در سال ۱۸۴۵ مدت کوتاهی مرکز ایالت را به لس‌آنجلس منتقل کرد. کنسولگری ایالات متحده نیز در مونتری، تحت کنسولی توماس او. لارکین واقع شده بود.
در سال ۱۸۴۹، یک مجلس قانون اساسی ایالتی برای اولین بار در مونتری برگزار شد. تصمیم‌گیری در مورد مکان برای مرکز جدید ایالت از جمله اولین وظایف کنوانسیون بود. اولین جلسات قانونگذاری کامل در سن‌خوزه (۱۸۵۰) برگزار شد. مکان‌های بعدی شامل Vallejo (1852–1853) و Benicia (1853–1854) در نزدیکی آن بود. سرانجام این مکان‌ها نیز مناسب نبودند. مرکز کالیفرنیا از سال ۱۸۵۴ شهر ساکرامنتو می‌باشد و فقط با وقفه‌ای کوتاه در سال ۱۸۶۲ که جلسات قانونگذاری به‌دلیل شورش در ساکرامنتو در سان‌فرانسیسکو برگزار شد. کنوانسیون قانون اساسی کالیفرنیا قانون اساسی ایالت خود را نهایی کرد و برای پذیرفته شدن توسط دولت آن را به کنگره ایالات متحده ارسال کرد. در ۹ سپتامبر ۱۸۵۰، به‌عنوان بخشی از مصالحه ۱۸۵۰، کالیفرنیا به یک ایالت آزاد و ۹ سپتامبر به یک ایالت رسمی تبدیل شد.
در طول جنگ داخلی آمریکا (۱۸۶۵–۱۸۶۱)، کالیفرنیا برای حمایت از اتحادیه محموله‌های طلا را به‌سمت شرق به واشینگتن فرستاد. با این حال، به‌دلیل حضور گروه بزرگی از طرفداران ایالت‌های جنوب در داخل کالیفرنیا، این ایالت قادر به جمع کردن هیچ هنگ کامل نظامی برای اعزام به شرق به منظور خدمت رسمی در جنگ اتحادیه نبود. هنوز چندین واحد نظامی کوچکتر در داخل ارتش اتحادیه به‌طور غیررسمی با ایالت کالیفرنیا مانند "100 California Company" ارتباط داشتند، زیرا اکثر اعضای آنها از کالیفرنیا بودند.
در زمان پذیرش کالیفرنیا در آمریکا، سفر بین کالیفرنیا و بقیه مناطق ایالات متحده یک کار طولانی و خطرناک بوده‌است. نوزده سال پس از آن، در سال ۱۸۶۹، اندکی پس از پایان جنگ داخلی، با ساخت اولین راه‌آهن شبه‌قاره در سال ۱۸۶۹، ارتباط مستقیم‌تری ایجاد شد. پس از آن دسترسی به کالیفرنیا آسان گشت.
بیشتر ایالت برای کشت میوه و به‌طور کلی کشاورزی بسیار مناسب بود. گندم، سایر غلات، محصولات گیاهی، پنبه، درختان میوه و آجیل و میوه‌جات (از جمله پرتقال در جنوب کالیفرنیا) در مقیاسی گسترده پرورش داده شد و پایه تولید محصولات خارق‌العاده کشاورزی این ایالت در دره مرکزی و جاهای دیگر نهاده شد.

### مردم بومی
تحت حاکمیت اسپانیا و مکزیک، بیش از هر چیز، جمعیت بومیان اصلی کالیفرنیا به‌طور چشمگیری به‌دلیل ابتلا به بیماری‌های اوراسیایی که هنوز مصونیت طبیعی نسبت به آنها نداشتند، کاسته شده بود. تحت حاکمیت دولت آمریکا، سیاست‌های سختگیرانه دولت کالیفرنیا در قبال مردم بومی خود بهبود نیافت. همانند دیگر ایالت‌های آمریکا، بسیاری از ساکنان بومی توسط مهاجران آمریکایی مانند معدنکاران، دامداران و کشاورزان به‌زور از سرزمین‌های خود خارج شدند. گرچه کالیفرنیا به‌عنوان یک کشور آزاد به اتحادیه آمریکا وارد شده بود، «سرخپوستان خشمگین یا یتیم» طبق قانون دولت و حمایت از هندی‌ها (بومیان آمریکا) در سال ۱۸۵۳ توسط کارفرمایان جدید انگلیسی و آمریکایی به‌طور واقعی به بردگی گرفته شده که در نتیجه آن صدها بومی کشته شدند.
بین سال‌های ۱۸۵۰ و ۱۸۶۰، دولت ایالت کالیفرنیا حدود ۱٫۵ میلیون دلار (که حدود ۲۵۰٬۰۰۰ دلار آن توسط دولت فدرال بازپرداخت شد) برای استخدام شبه‌نظامیانی با هدف محافظت از مهاجران در برابر جمعیت بومی، پرداخت کرد. در دهه‌های بعد، جمعیت بومی در قرنطینه و محدودیت قرار گرفتند که اغلب کوچک و منزوی و بدون منابع طبیعی کافی یا بودجه از طرف دولت برای تأمین جمعیت ساکن در آنها بود. در نتیجه، ظهور کالیفرنیا به‌عنوان یک ایالت برای ساکنان بومی یک مصیبت بود. چندین محقق و فعال بومی آمریکا، از جمله بنجامین مدلی و اد کاستیلو، اقدامات دولت کالیفرنیا را به عنوان یک نسل‌کشی توصیف کرده‌اند.

### قرن بیستم
مهاجرت به کالیفرنیا در اوایل قرن بیستم با ساخت بزرگراه‌های مهم بین قاره‌ای مانند بزرگراه لینکلن و جاده ۶۶ سرعت گرفت. از سال ۱۹۰۰ تا ۱۹۶۵، جمعیت از یک میلیون نفر فراتر رفته‌است. در سال ۱۹۴۰، اداره سرشماری کالیفرنیا جمعیت این ایالت را متشکل از ۶٫۰٪ اسپانیایی‌تبار، ۲٫۴٪ آسیایی و ۸۹٫۵٪ سفیدپوست غیر اسپانیایی گزارش کرد.
در طول قرن بیستم، سه فاجعه بزرگ در کالیفرنیا رخ داد. زلزله سال ۱۹۰۶ سان‌فرانسیسکو و سیل سد فرانسیس ۱۹۲۸ و آتش‌سوزی اخیر در کالیفرنیا که خسارتی حدود پنج میلیارد دلار به ایالات متحده آمریکا وارد کرده است.

## نام
نام این ایالت از زبان اسپانیولی و به خصوص از رمانی به نام Las sergas de Esplandián گرفته شده، و متعلق به شخصیتی از این داستان است به نام ملکه Califia که احتمالاً از واژهٔ عربی «خلیفه» گرفته شده.

## مردم
کالیفرنیا پرجمعیت‌ترین ایالت کشور آمریکاست و نیز بزرگ‌ترین جمعیت ایرانی‌تبار خارج از خاورمیانه را در خود جای داده‌است. به‌طوری که چندین تن از اعضای شورای شهر بورلی هیلز ایرانی‌الاصل هستند.

## اقتصاد
اقتصاد کالیفرنیا با بیش از ۳ تریلیون دلار (۳٬۰۰۰٬۰۰۰٬۰۰۰٬۰۰۰) تولید ناخالص داخلی، بزرگتر از هر ایالت دیگری در آمریکا می‌باشد. اگر کالیفرنیا را یک کشور فرض کنیم، پنجمین اقتصاد بزرگ دنیاست (بزرگتر از بریتانیا یا فرانسه).
کالیفرنیا صنعت فناوری اطلاعات و رایانه‌ای بسیار پیشرفته‌ای دارد به‌طوری‌که شرکت‌های کوآلکام، سیسکو سیستمز، اینتل، گوگل، یاهو، ای‌ام‌دی، سان مایکروسیستمز، وسترن دیجیتال، انویدیا، توییتر، ادوبی ، سونی اینتراکتیو انترتینمنت و نیز شرکت رایانه‌ای اپل و شورون نیز در این ایالت مرکزیت دارند.
علاوه‌براین، آزمایشگاه‌های فدرال بزرگ آمریکا با نام‌های آزمایشگاه ملی لارنس لیورمور و آزمایشگاه ملی لارنس برکلی در این  قرار دارند.

## مراکز علمی و فرهنگی کالیفرنیا
- موزه و کتابخانه ریاست‌جمهوری ریچارد نیکسون
- کتابخانه ریاست‌جمهوری رونالد ریگان

## پارک‌های ملی
- پارک ملی یوسیمیتی
- پارک ملی ردوود
- پارک ملی سکویا
- جنگل ملی سکویا
- پارک ملی آتشفشانی لاسن
- پارک ملی جاشوا تری
- پارک ملی دث ولی
- پارک ملی کینگز کنیون
- پارک ملی جزایر چنل
- جنگل ملی انجلیز
- جنگل ملی کلیولند
- جنگل ملی اینیو
- جنگل ملی کلاماث
- جنگل ملی لس پادرس
- جنگل ملی سان برناردینو
- جنگل ملی ترینیتی-شستا

## نگارخانه

نگاره‌ای از کالیفرنیا
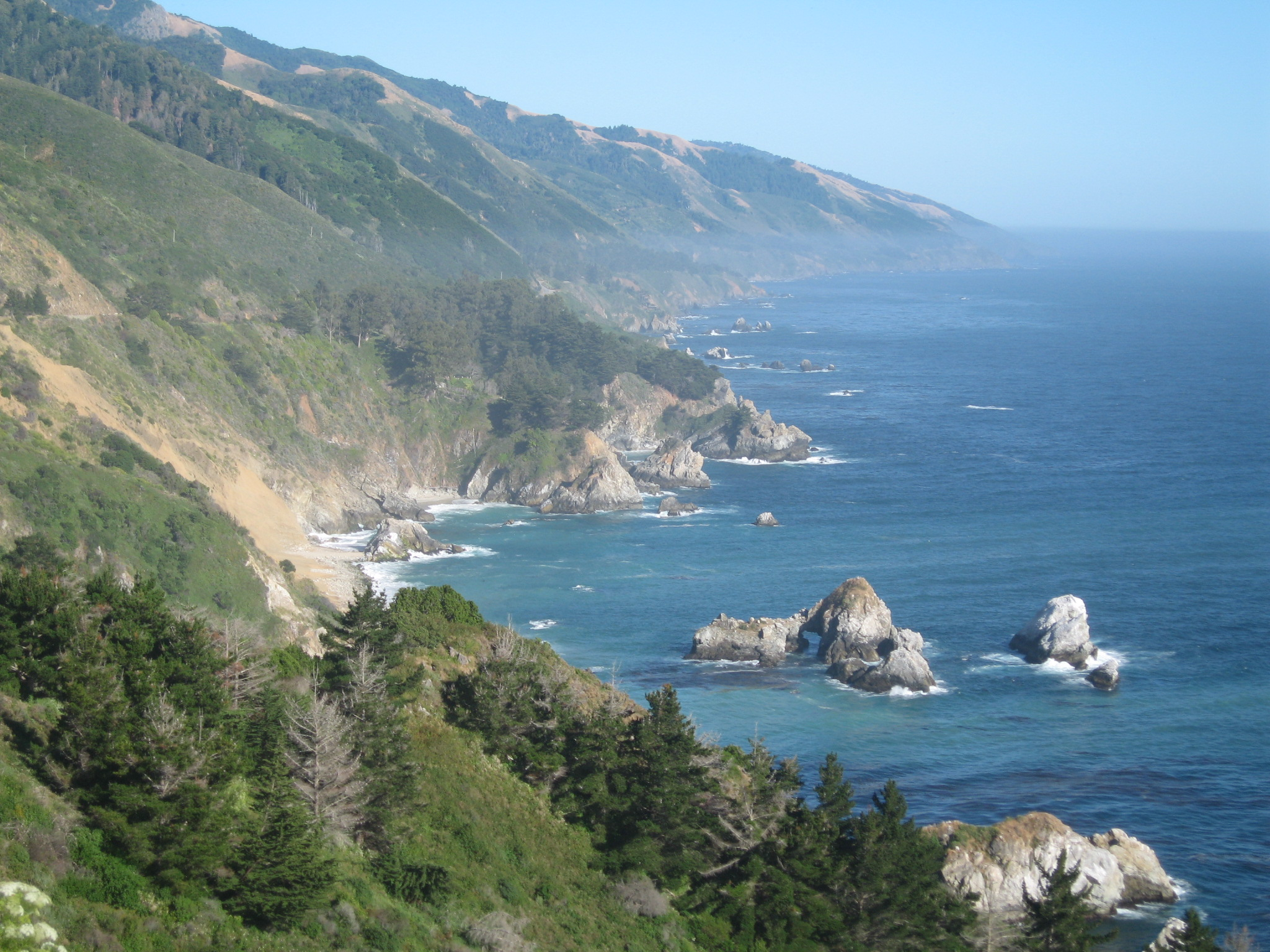
سواحل ایالت کالیفرنیا

## پیوندهای به خارج
- آزمایشگاه ملی لارنس برکلی آمریکا
- آزمایشگاه ملی لیورمور آمریکا